# Heinitz (Neunkirchen)
Heinitz (ⓘ) ist der westlichste Stadtteil von Neunkirchen (Saar) nahe der Grenze des Saarkohlenwalds zu Elversberg hin.

## Lage und Bedeutung
Heinitz liegt von Neunkirchens Stadtmitte auf dem Wege nach Elversberg kurz vor der Auffahrt zur A8 in Richtung Saarbrücken – Trier – Luxemburg; im Süden grenzt es an Spiesen-Elversberg, im Westen an Friedrichsthal. Die Auffahrt in entgegengesetzter Richtung nach Kaiserslautern – Mannheim wird am Ortseingang Spiesen erreicht.
Den Namen verdankt der Ort dem Staatsminister und Reorganisator des Berg- und Hüttenwesens in Preußen Friedrich Anton von Heynitz. In den Gruben Heinitz und Dechen wurden von 1851 bis 1964 Steinkohlen abgebaut. Schon die Kelten haben im 7. und 6. Jahrhundert vor Christus am Riedberg im Feld der späteren Grube Heinitz Kännelkohle abgebaut.
Am 12. Mai 1980 stürzte ein Starfighter-Kampfflugzeug F-104 (TF-104G Doppelsitzer) der belgischen Luftwaffe in ein Bürohaus im Ort, wobei drei Frauen getötet wurden. Der Jet hatte die Kennung FC05, Serial 583G-5102. Absturzursache war Vogelschlag. Die beiden Piloten konnten sich mit dem Schleudersitz retten. Die Maschine gehörte zur 31 Sqn. aus Kleine Brogel in Belgien.

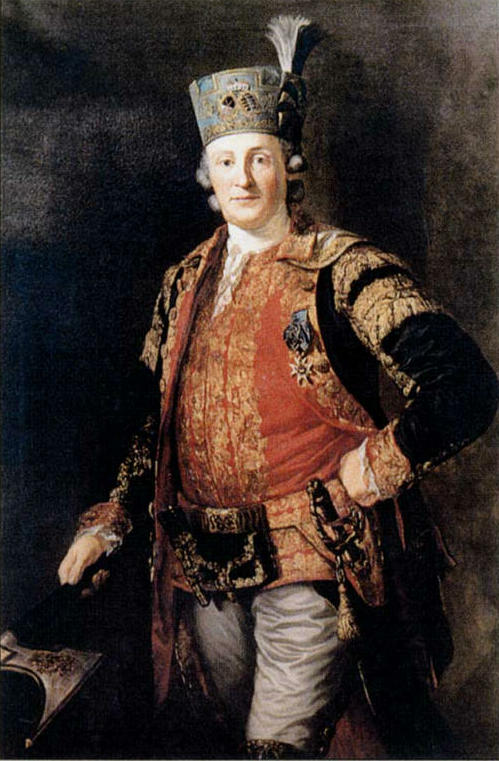
Friedrich Anton von Heynitz (1725–1802)
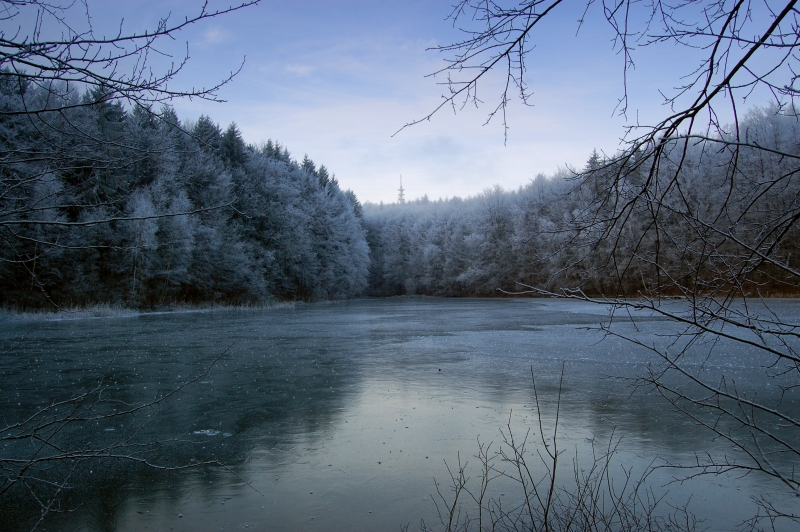
Heinitzer Weiher (2007)
Flözkarte um Heinitz, erstellt von Moritz Kliver (1822–1893)

## Bevölkerungsentwicklung
| Jahr      | 1951  | 1977 | 1988 | 2000 | 2015 |
| --------- | ----- | ---- | ---- | ---- | ---- |
| Einwohner | 1.710 | 927  | 828  | 766  | 663  |

## Persönlichkeiten
- Erich Hilgenfeldt (1897–1945),  Verwaltungsbeamter der NSDAP und SS-Oberführer
- Erich Hoffmann (1904–1989), Agrarwissenschaftler